# Farindola
Farindola é uma comuna italiana da região dos Abruzos, província de Pescara, com cerca de 1.805 habitantes. Estende-se por uma área de 45 km², tendo uma densidade populacional de 40 hab/km². Faz fronteira com Arsita (TE), Castel del Monte (AQ), Montebello di Bertona, Ofena (AQ), Penne, Villa Celiera.

## Demografia
| Variação demográfica do município entre 1861 e 2011                               |
|                                                                                   |
| Fonte: Istituto Nazionale di Statistica (ISTAT) - Elaboração gráfica da Wikipedia |